# Guilherme Vieira dos Santos
Guilherme Augusto Vieira dos Santos (São Paulo, 13 de abril de 1995) es un futbolista brasileño. Juega de delantero y su equipo actual es el Santos de la Serie A de Brasil.

## Trayectoria
Guilherme comenzó su trayectoria profesional en la reserva del São José RS, siendo transferido luego al Grêmio de Porto Alegre en 2014, donde estuvo tres años. Luego, en 2017, dio un paso más al fichar por el Botafogo, Chapecoense y Coritiba en 2018 y el Sport Recife en la primera parte de la temporada 2019.
En la segunda mitad del 2019 emigró a Medio Oriente, fichando para el Al-Faisaly donde jugaría por tres temporadas hasta el 2022, año en el que ficha por el Al-Dhafra de EAU club en el que estaría solo durante una temporada.
Regresó a Gremio en 2022 y, en la temporada 2023, fichó por el Fortaleza.
El 31 de diciembre de 2023, se confirmó su fichaje en el Santos.

## Estadísticas
Actualizado al último partido disputado el 4 de octubre de 2023.
| Club                               | Div.          | Temporada     | Liga  | Liga  | Estatal | Estatal | Copas nacionales | Copas nacionales | Copas internacionales | Copas internacionales | Total | Total |
| Club                               | Div.          | Temporada     | Part. | Goles | Part.   | Goles   | Part.            | Goles            | Part.                 | Goles                 | Part. | Goles |
| ---------------------------------- | ------------- | ------------- | ----- | ----- | ------- | ------- | ---------------- | ---------------- | --------------------- | --------------------- | ----- | ----- |
| São José RS · Brasil               | R.            | 2016          | —     | —     | 13      | 1       | —                | —                | —                     | —                     | 13    | 1     |
| São José RS · Brasil               | Total club    | Total club    | 0     | 0     | 13      | 1       | 0                | 0                | 0                     | 0                     | 13    | 1     |
| Grêmio · Brasil                    | 1.ª           | 2016          | 17    | 0     | —       | —       | 2                | 0                | —                     | —                     | 19    | 0     |
| Grêmio · Brasil                    | 2.ª           | 2022          | 18    | 1     | —       | —       | —                | —                | —                     | —                     | 18    | 1     |
| Grêmio · Brasil                    | 1.ª           | 2023          | —     | —     | 1       | 0       | —                | —                | —                     | —                     | 1     | 0     |
| Grêmio · Brasil                    | Total club    | Total club    | 35    | 1     | 1       | 0       | 2                | 0                | 0                     | 0                     | 38    | 1     |
| Botafogo · Brasil                  | 1.ª           | 2017          | 32    | 4     | 11      | 0       | 6                | 2                | 13                    | 1                     | 62    | 7     |
| Botafogo · Brasil                  | Total club    | Total club    | 32    | 4     | 11      | 0       | 6                | 2                | 13                    | 1                     | 62    | 7     |
| Chapecoense · Brasil               | 1.ª           | 2018          | 10    | 1     | 15      | 5       | 3                | 0                | 2                     | 0                     | 30    | 6     |
| Chapecoense · Brasil               | Total club    | Total club    | 10    | 1     | 15      | 5       | 3                | 0                | 2                     | 0                     | 32    | 6     |
| Coritiba · Brasil                  | 2.ª           | 2018          | 13    | 2     | —       | —       | —                | —                | —                     | —                     | 13    | 2     |
| Coritiba · Brasil                  | Total club    | Total club    | 13    | 2     | 0       | 0       | 0                | 0                | 0                     | 0                     | 13    | 2     |
| Sport Recife · Brasil              | 2.ª           | 2019          | 35    | 17    | 13      | 4       | 1                | 0                | —                     | —                     | 49    | 21    |
| Sport Recife · Brasil              | Total club    | Total club    | 35    | 17    | 13      | 4       | 1                | 0                | 0                     | 0                     | 49    | 21    |
| Al Faisaly Arabia Saudita          | 1.ª           | 2019-20       | 17    | 5     | —       | —       | —                | —                | —                     | —                     | 17    | 5     |
| Al Faisaly Arabia Saudita          | 1.ª           | 2020-21       | 29    | 8     | —       | —       | 3                | 0                | —                     | —                     | 32    | 8     |
| Al Faisaly Arabia Saudita          | 1.ª           | 2021-22       | 13    | 2     | —       | —       | 2                | 0                | —                     | —                     | 15    | 2     |
| Al Faisaly Arabia Saudita          | Total club    | Total club    | 59    | 15    | 0       | 0       | 5                | 0                | 0                     | 0                     | 64    | 15    |
| Al Dhafra · Emiratos Árabes Unidos | 1.ª           | 2021-22       | 13    | 5     | —       | —       | 1                | 0                | —                     | —                     | 14    | 5     |
| Al Dhafra · Emiratos Árabes Unidos | Total club    | Total club    | 13    | 5     | 0       | 0       | 1                | 0                | 0                     | 0                     | 14    | 5     |
| Fortaleza · Brasil                 | 1.ª           | 2023          | 19    | 0     | 1       | 0       | 3                | 0                | 14                    | 6                     | 37    | 6     |
| Fortaleza · Brasil                 | Total club    | Total club    | 19    | 0     | 1       | 0       | 3                | 0                | 14                    | 6                     | 37    | 6     |
| Total carrera                      | Total carrera | Total carrera | 216   | 45    | 54      | 10      | 21               | 2                | 29                    | 7                     | 320   | 64    |

## Palmarés

### Títulos estatales
| Título                  | Club         | País               | Año  |
| ----------------------- | ------------ | ------------------ | ---- |
| Campeonato Pernambucano | Sport Recife | Pernambuco         | 2019 |
| Campeonato Cearense     | Fortaleza    | Ceará              | 2023 |
| Recopa Gaúcha           | Grêmio       | Río Grande del Sur | 2023 |

### Títulos nacionales
| Título                    | Club       | País           | Año  |
| ------------------------- | ---------- | -------------- | ---- |
| Copa de Brasil            | Grêmio     | Brasil         | 2016 |
| Copa del Rey de Campeones | Al Faisaly | Arabia Saudita | 2021 |

### Distinciones individuales
| Distinción                              | Año  |
| --------------------------------------- | ---- |
| Máximo goleador de la Serie B           | 2019 |
| Máximo goleador del Campeonato Paulista | 2025 |